# Wojciech Łysoń
Wojciech Łysoń (ur. 7 stycznia 1983) – polski futsalista, zawodnik z pola, reprezentant Polski. Obecnie jest zawodnikiem występującego w ekstraklasie Rekordu Bielsko-Biała.
Wojciech Łysoń jest zawodnikiem Rekordu Bielsko-Biała od 2007 roku. W sezonie 2012/2013 z bielskim klubem zdobył Puchar Polski. Na początku sezonu 2013/2014 zdobył Superpuchar Polski, a sezon ten zakończył z tytułem Mistrza Polski. Na początku sezonu 2014/2015 z Rekordem awansował do fazy Main Round UEFA Futsal Cup.
Wojciech Łysoń wystąpił w siedmiu meczach reprezentacji Polski, w których strzelił jedną bramkę.